# ベアトリス・ハダッド・マイア
ベアトリス・ハダッド・マイア（Beatriz Haddad Maia, ポルトガル語: [beaˈtɾiz adaˈdʒi ˈmajɐ], 1996年5月30日 - ）は、ブラジル・サンパウロ出身の女子プロテニス選手。レバノン系ブラジル人。
WTAツアーではシングルス4勝、ダブルス8勝。身長180cm。左利き。バックハンド・ストロークは両手打ち。WTAランキング自己最高位はシングルス10位、ダブルス10位。ブラジル人として初めてWTAランキングでシングルストップ10入りを果たした。2023年全仏オープン女子シングルスベスト4。

## 経歴

### 幼少期
1996年にサンパウロに生まれ、5歳の時にテニスを始めた。母親のライス・スカフ・ハダッド、祖母のアルレット・スカフ・ハダッドもテニス選手だった。テレビ司会者のホランド・ボルドリンの姪である。

### 2011年
2011年ウィンブルドン選手権ジュニア女子ダブルスでは、ロシアのMayya Katsitadzeと組んでベスト4となった。2012年全仏オープンジュニア女子ダブルスでは、パラグアイのモントセラート・ゴンサレスと組んで準優勝した。2013年全仏オープンジュニア女子ダブルスでは、エクアドルのドメニカ・ゴンサレスと組んで2年連続で準優勝した。

### 2013年
2013年2月には初開催されたブラジル・テニス・カップでは、女子シングルスにワイルドカードで出場してWTAツアーデビューした。2014年にプロ転向した。2015年2月のリオ・オープンでは女子シングルスにワイルドカードで出場し、準々決勝でサラ・エラニに敗れたもののベスト8となった。同年4月のクラロ・コルサニータス・カップでは女子ダブルスでパウラ・クリスティナ・ゴンサルベスとペアを組み、WTAツアーにおける初優勝を飾った。

### 2017年
2017年のクラロ・コルサニータス・カップでは女子ダブルスでナディア・ポドロスカを組み、2年ぶり2回目の優勝を飾った。全仏オープンの女子シングルスでは予選3試合に勝利し、グランドスラムで初めて本戦に出場した。ウィンブルドン選手権の女子シングルスでは予選なしでグランドスラム本戦に出場し、2回戦でシモナ・ハレプに敗れた。9月の韓国オープンの女子シングルスではWTAツアーで初めて決勝に進出したが、決勝でエレナ・オスタペンコに敗れた。

### 2019年
2019年7月のウインブルドン選手権の女子シングルスでは、1回戦で優勝経験者のガルビネ・ムグルサに勝利したが、2回戦でハリエット・ダートに敗れた。大会後にはドーピングテストで陽性反応が出たことで、国際テニス連盟から暫定的な出場停止処分が課された。

### 2020年

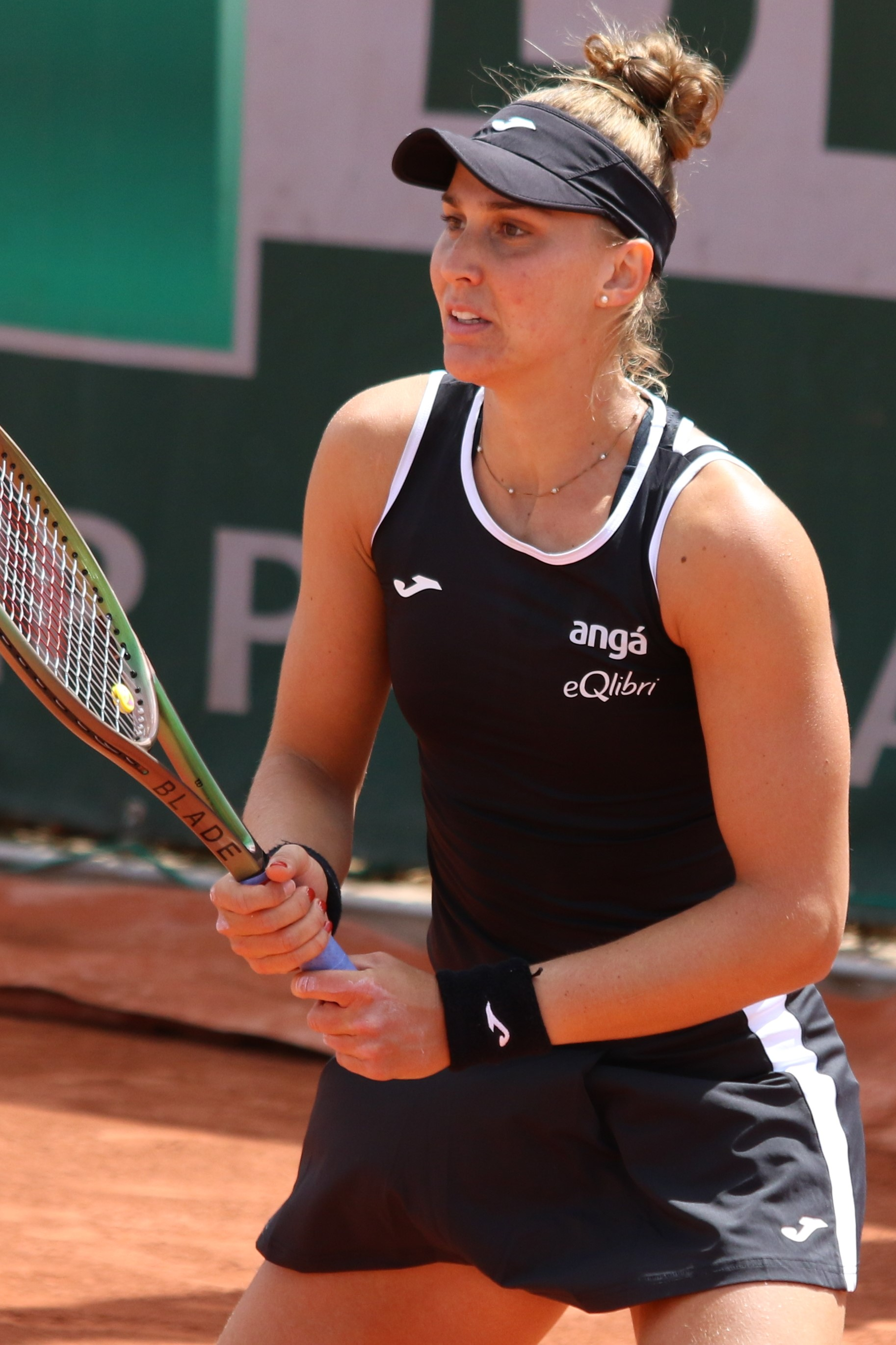
2020年全仏オープンのハダッド・マイア

2020年2月、国際テニス連盟はハダッド・マイアが摂取したサプリメントが汚染されていたとする評定を下した。約10か月の出場禁止によってWTAランキングは1342位まで落ち込んだ。新型コロナウイルス感染症の世界的流行によって中止されたツアーも多く、ツアーへの復帰は9月にポルトガルで行われたITF大会となった。

### 2021年
2021年10月のBNPパリバ・オープンにはラッキールーザーとして出場し、3回戦で第1シードのカロリナ・プリスコバを倒すなどした結果、WTA1000トーナメントで4回戦に進出した。

### 2022年
2022年の全豪オープンの女子ダブルスではアンナ・ダニリナとペアを組み、決勝でバルボラ・クレイチコバとカテリナ・シニャコバのペアに敗れたが準優勝した。グランドスラムで決勝に進出したブラジル人女子テニス選手はマリア・ブエノとクラウディア・モンテイロに次いで3人目である。6月のノッティンガム・オープンでは女子シングルス・女子ダブルス揃って優勝した。WTAツアーシングルスにおいては初優勝であり、WTAツアーシングルスにおいて優勝した初のブラジル人女子選手となった。翌週のバーミンガム・クラシックでも女子シングルスで優勝し、グラスコートで2大会連続優勝を飾った。
10月のグアダラハラ・オープン・アクロンの女子ダブルスではアンナ・ダニリナと組んで準優勝し、WTAファイナルズ出場権を獲得した初のブラジル人女子選手となった。これらの結果、2022年のWTAアワードでは最も上達した選手賞を受賞した。

### 2023年
2023年4月のムチュア・マドリード・オープンの女子ダブルスではビクトリア・アザレンカと組み、決勝ではコリ・ガウフとジェシカ・ペグラのペアを破ったことで、WTA1000トーナメントにおける初優勝を飾った。全仏オープンでは準決勝で第1シードのイガ・シフィオンテクに敗れたが、大会後にはWTAランキングで初のトップ10入りを果たし、ブラジル人女子選手として初めてトップ10入りを果たした選手となった。同年のWTAエリート・トロフィーではシングルス・ダブルスの双方に出場した。シングルスでは決勝で鄭欽文を破って優勝し、ダブルスではベロニカ・クデルメトバと組んでやはり優勝した。

## スポンサー契約
2018年から2023年まではスペインのホマとウェアとシューズに関するスポンサー契約を結んでいた。2024年からは日本のアシックスと契約を結んでいる。2020年にはウィルソンとラケットに関するスポンサー契約を結んだ。

## WTAツアー決勝進出結果

### シングルス: 7回 (4勝3敗)
| 大会グレード                  | 大会グレード  |
| 2020年以前                    | 2021年以後    |
| ----------------------------- | ------------- |
| グランドスラム (0–0)          |               |
| WTAファイナルズ (0–0)         |               |
| プレミア・マンダトリー (0–0)  | WTA1000 (0–1) |
| プレミア5 (0–0)               | WTA1000 (0–1) |
| WTAエリート・トロフィー (1–0) |               |
| プレミア (0–0)                | WTA500 (1–0)  |
| インターナショナル (0–1)      | WTA250 (2–1)  |

| 結果   | No. | 決勝日         | 大会           | サーフェス | 対戦相手                 | スコア               |
| ------ | --- | -------------- | -------------- | ---------- | ------------------------ | -------------------- |
| 準優勝 | 1.  | 2017年9月24日  | ソウル         | ハード     | エレナ・オスタペンコ     | 7-6(7-5), 1-6, 4-6   |
| 優勝   | 1.  | 2022年6月12日  | ノッティンガム | 芝         | アリソン・リスク         | 6-4, 1-6, 6-3        |
| 優勝   | 2.  | 2022年6月19日  | バーミンガム   | 芝         | 張帥                     | 5-4 途中棄権         |
| 準優勝 | 2.  | 2022年8月13日  | トロント       | ハード     | シモナ・ハレプ           | 3-6, 6-2, 3-6        |
| 優勝   | 3.  | 2023年10月29日 | 珠海           | ハード     | 鄭欽文                   | 7-6(13-11), 7-6(7-4) |
| 準優勝 | 3.  | 2024年8月25日  | クリーブランド | ハード     | マッカートニー・ケスラー | 6-1, 1-6, 5-7        |
| 優勝   | 4.  | 2024年9月22日  | ソウル         | ハード     | ダリア・カサトキナ       | 1-6, 6-4, 6-1        |

### ダブルス: 12回 (8勝4敗)
| 大会グレード                  | 大会グレード  |
| 2020年以前                    | 2021年以後    |
| ----------------------------- | ------------- |
| グランドスラム (0–1)          |               |
| WTAファイナルズ (0–0)         |               |
| プレミア・マンダトリー (0–0)  | WTA1000 (1–2) |
| プレミア5 (0–0)               | WTA1000 (1–2) |
| WTAエリート・トロフィー (1–0) |               |
| プレミア (0–0)                | WTA500 (2–1)  |
| インターナショナル (2–0)      | WTA250 (2–0)  |

| 結果   | No. | 決勝日         | 大会                 | サーフェス | パートナー                         | 対戦相手                                          | スコア                     |
| ------ | --- | -------------- | -------------------- | ---------- | ---------------------------------- | ------------------------------------------------- | -------------------------- |
| 優勝   | 1.  | 2015年4月19日  | ボゴタ               | クレー     | パウラ・クリスティナ・ゴンサルベス | イリーナ・ファルコニ シェルビー・ロジャース       | 6-3, 3-6, [10-6]           |
| 優勝   | 2.  | 2017年4月16日  | ボゴタ               | クレー     | ナディア・ポドロスカ               | ベロニカ・セペデ・ロイグ マグダ・リネッテ         | 6-3, 7-6(7-4)              |
| 優勝   | 3.  | 2022年1月15日  | シドニー             | ハード     | アンナ・ダニリナ                   | ビビアン・ハイゼン パンナ・アドゥヴァーディ       | 4-6, 7-5, [10-8]           |
| 準優勝 | 1.  | 2022年1月30日  | 全豪オープン         | ハード     | アンナ・ダニリナ                   | バルボラ・クレイチコバ カテリナ・シニャコバ       | 7-6(7-3), 4-6, 4-6         |
| 優勝   | 4.  | 2022年6月13日  | ノッティンガム       | 芝         | 張帥                               | キャロライン・ドールハイド モニカ・ニクレスク     | 7-6(7-2), 6-3              |
| 準優勝 | 2.  | 2022年10月24日 | グアダラハラ         | ハード     | アンナ・ダニリナ                   | ストーム・ハンター ルイーザ・ステファニー         | 6-7(4-7), 7-6(7-2), [8-10] |
| 準優勝 | 3.  | 2023年3月19日  | インディアンウェルズ | ハード     | ラウラ・シグムント                 | バルボラ・クレイチコバ カテリナ・シニャコバ       | 1-6, 7-6(7-3), [7-10]      |
| 優勝   | 5.  | 2023年5月7日   | マドリード           | クレー     | ビクトリア・アザレンカ             | コリ・ガウフ ジェシカ・ペグラ                     | 6-1, 6-4                   |
| 優勝   | 6.  | 2023年10月29日 | 珠海                 | ハード     | ベロニカ・クデルメトバ             | 加藤未唯 アルディラ・スーチャディ                 | 6-1, 6-4                   |
| 優勝   | 7.  | 2024年1月12日  | アデレード           | ハード     | テイラー・タウンゼント             | キャロリン・ガルシア クリスティナ・ムラデノビッチ | 7-5, 6-3                   |
| 準優勝 | 4.  | 2025年1月10日  | アデレード           | ハード     | ラウラ・シグムント                 | 郭涵煜 アレクサンドラ・パノワ                     | 5-7, 4-6                   |
| 優勝   | 8.  | 2025年6月22日  | ノッティンガム       | 芝         | ラウラ・シグムント                 | 柴原瑛菜 アンナ・ダニリナ                         | 6-3, 6-2                   |

## 4大大会成績
略語の説明
| W | F | SF | QF | #R | RR | Q# | LQ | A | Z# | PO | G | S | B | NMS | P | NH |

W=優勝, F=準優勝, SF=ベスト4, QF=ベスト8, #R=#回戦敗退, RR=ラウンドロビン敗退, Q#=予選#回戦敗退, LQ=予選敗退, A=大会不参加, Z#=デビスカップ/BJKカップ地域ゾーン, PO=デビスカップ/BJKカッププレーオフ, G=オリンピック金メダル, S=オリンピック銀メダル, B=オリンピック銅メダル, NMS=マスターズシリーズから降格, P=開催延期, NH=開催なし.

### シングルス
| 大会           | 2015 | 2016 | 2017 | 2018 | 2019 | 2020 | 2021 | 2022 | 2023 | 2024 | 2025 | 通算成績 |
| -------------- | ---- | ---- | ---- | ---- | ---- | ---- | ---- | ---- | ---- | ---- | ---- | -------- |
| 全豪オープン   | A    | A    | A    | 2R   | 2R   | A    | A    | 2R   | 1R   | 3R   | 3R   | 7–6      |
| 全仏オープン   | Q3   | Q2   | 1R   | A    | Q1   | A    | A    | 2R   | SF   | 1R   | 1R   | 6–5      |
| ウィンブルドン | Q1   | A    | 2R   | A    | 2R   | NH   | Q3   | 1R   | 4R   | 3R   | 2R   | 8–6      |
| 全米オープン   | A    | Q1   | 1R   | Q2   | A    | A    | Q2   | 2R   | 2R   | QF   |      | 6–4      |

### ダブルス
| 大会           | 2017 | 2018 | 2019 | 2020 | 2021 | 2022 | 2023 | 2024 | 2025 | 通算成績 |
| -------------- | ---- | ---- | ---- | ---- | ---- | ---- | ---- | ---- | ---- | -------- |
| 全豪オープン   | A    | 3R   | A    | A    | A    | F    | 2R   | 3R   | 3R   | 12–5     |
| 全仏オープン   | A    | A    | A    | A    | A    | 2R   | 2R   | A    | 3R   | 4–3      |
| ウィンブルドン | 3R   | A    | A    | NH   | A    | 3R   | 2R   | 1R   | 3R   | 7–3      |
| 全米オープン   | 1R   | A    | A    | A    | A    | 3R   | QF   | 3R   |      | 7–4      |

※: 2025年ウィンブルドン3回戦の不戦敗は通算成績に含まない